# Benjamin Källman
Benjamin Källman (Ekenäs, 17 de junio de 1998) es un futbolista finlandés. Su posición es la de delantero y su club es el Hannover 96 de la 2. Bundesliga de Alemania.

## Trayectoria

### KS Cracovia
El 2 de julio de 2022 se hizo oficial su llegada al KS Cracovia firmando un contrato hasta 2025. Su primer partido con el club fue el 18 de julio en liga ante el Górnik Zabrze entrando de cambio al 59' por Michał Rakoczy, al final su equipo terminaría ganando por marcador de 0-2.
El 20 de mayo de 2025 fichó por el Hannover 96 para la temporada 2025-26 y con un contrato hasta junio de 2028.

## Selección nacional

### Participaciones en selección nacional
| Torneo                                                       | Categoría | Sede    | Resultado    | Partidos | Goles |
| ------------------------------------------------------------ | --------- | ------- | ------------ | -------- | ----- |
| Fase de clasificación para el Campeonato Europeo Sub-19 2017 | Sub-19    | Georgia | No clasificó | 5        | 0     |
| Fase de clasificación para la Eurocopa Sub-21 de 2019        | Sub-21    | Italia  | No clasificó | 7        | 4     |
| Fase de clasificación para la Eurocopa Sub-21 de 2021        | Sub-21    | Hungría | No clasificó | 10       | 3     |
| Liga de Naciones UEFA 2022-23                                | Absoluta  | UEFA    | Primera fase | 5        | 2     |

## Estadísticas

### Clubes
Actualizado al último partido jugado el 9 de noviembre de 2024.
| Ekenäs IF · Finlandia | 3.ª           | 2014          | 13  | 1  | -  | -  | - | - | 13  | 1   | 0,08 |
| Ekenäs IF · Finlandia | 2.ª           | 2015          | 25  | 5  | -  | -  | - | - | 25  | 5   | 0,20 |
| Ekenäs IF · Finlandia | 2.ª           | 2016          | 7   | 3  | -  | -  | - | - | 7   | 3   | 0,43 |
| Ekenäs IF · Finlandia | Total         | Total         | 45  | 9  | 0  | 0  | 0 | 0 | 45  | 9   | 0,20 |
| FC Inter Turku · Finlandia | 1.ª           | 2016          | 22  | 2  | 5  | 1  | - | - | 27  | 3   | 0,11 |
| FC Inter Turku · Finlandia | 1.ª           | 2017          | 31  | 9  | 6  | 3  | - | - | 37  | 12  | 0,32 |
| FC Inter Turku · Finlandia | 1.ª           | 2018          | 20  | 8  | 7  | 8  | - | - | 27  | 16  | 0,59 |
| FC Inter Turku · Finlandia | 1.ª           | 2020          | 10  | 4  | 1  | 0  | 1 | 0 | 12  | 4   | 0,33 |
| FC Inter Turku · Finlandia | 1.ª           | 2021          | 27  | 14 | 5  | 0  | 2 | 1 | 34  | 15  | 0,44 |
| FC Inter Turku · Finlandia | 1.ª           | 2022          | 7   | 4  | 6  | 6  | - | - | 13  | 10  | 0,77 |
| FC Inter Turku · Finlandia | Total         | Total         | 117 | 41 | 30 | 18 | 3 | 1 | 150 | 60  | 0,40 |
| Dundee United F. C. Escocia | 1.ª           | 2018-19       | 18  | 1  | 1  | 0  | - | - | 19  | 1   | 0,05 |
| Dundee United F. C. Escocia | Total         | Total         | 18  | 1  | 1  | 0  | 0 | 0 | 19  | 1   | 0,05 |
| Vendsyssel FF Dinamarca | 1.ª           | 2018-19       | 11  | 2  | -  | -  | - | - | 11  | 2   | 0,18 |
| Vendsyssel FF Dinamarca | Total         | Total         | 11  | 2  | 0  | 0  | 0 | 0 | 11  | 2   | 0,18 |
| Viking FK · Noruega | 1.ª           | 2019          | 11  | 3  | 2  | 1  | - | - | 13  | 4   | 0,31 |
| Viking FK · Noruega | Total         | Total         | 11  | 3  | 2  | 1  | 0 | 0 | 13  | 4   | 0,31 |
| FK Haugesund · Noruega | 1.ª           | 2020          | 10  | 0  | -  | -  | - | - | 10  | 0   | 0,00 |
| FK Haugesund · Noruega | Total         | Total         | 10  | 0  | 0  | 0  | 0 | 0 | 10  | 0   | 0,00 |
| KS Cracovia · Polonia | 1.ª           | 2022-23       | 34  | 6  | 2  | 0  | - | - | 36  | 6   | 0.17 |
| KS Cracovia · Polonia | 1.ª           | 2023-24       | 33  | 9  | 3  | 0  | - | - | 36  | 9   | 0.25 |
| KS Cracovia · Polonia | 1.ª           | 2024-25       | 15  | 10 | 1  | 0  | - | - | 16  | 10  | 0.63 |
| KS Cracovia · Polonia | Total         | Total         | 77  | 25 | 6  | 0  | 0 | 0 | 83  | 25  | 0.3  |
| Total carrera | Total carrera | Total carrera | 290 | 81 | 43 | 18 | 3 | 1 | 336 | 102 | 0.3  |
| (1) Incluye datos de Copa de la Liga de Finlandia, Copa de Finlandia, Copa de la Liga de Escocia y Copa de Noruega. (2) Incluye datos de Liga Europa de la UEFA y Liga de Campeones de la UEFA. (3) No incluye goles en partidos amistosos. |               |               |     |    |    |    |   |   |     |     |      |

### Hat-tricks
| 1 | 4 de agosto de 2018 | Veritas Stadion, Turku | Inter Turku - Mariehamn   | Gol · Gol · Gol | 3-0 | Veikkausliiga   |
| 2 | 5 de marzo de 2022  | Väre Areena, Kuopio    | KuPS Kuopio - Inter Turku | Gol · Gol · Gol | 1-3 | Copa de la Liga |

### Selecciones
Actualizado al último partido jugado el 19 de junio de 2023.
| Selección            | Año   | Eliminatorias | Eliminatorias | Eliminatorias | Continental | Continental | Continental | Mundial | Mundial | Mundial | Amistosos | Amistosos | Amistosos | Total | Total | Total  | Media goleadora |
| Selección            | Año   | Part.         | Goles         | Asist.        | Part.       | Goles       | Asist.      | Part.   | Goles   | Asist.  | Part.     | Goles     | Asist.    | Part. | Goles | Asist. | Media goleadora |
| -------------------- | ----- | ------------- | ------------- | ------------- | ----------- | ----------- | ----------- | ------- | ------- | ------- | --------- | --------- | --------- | ----- | ----- | ------ | --------------- |
| Sub-17 · Finlandia   |       |               |               |               |             |             |             |         |         |         |           |           |           |       |       |        |                 |
| 2014                 | —     | —             | —             | —             | —           | —           | —           | —       | —       | 6       | 1         | 0         | 6         | 1     | 0     | 0.17   |                 |
| 2015                 | —     | —             | —             | —             | —           | —           | —           | —       | —       | 1       | 0         | 0         | 1         | 0     | 0     | 0.00   |                 |
| Total                | 0     | 0             | 0             | 0             | 0           | 0           | 0           | 0       | 0       | 7       | 1         | 0         | 7         | 1     | 0     | 0.14   |                 |
| Sub-18 · Finlandia   |       |               |               |               |             |             |             |         |         |         |           |           |           |       |       |        |                 |
| 2016                 | —     | —             | —             | —             | —           | —           | —           | —       | —       | 8       | 3         | 0         | 8         | 3     | 0     | 0.38   |                 |
| Total                | 0     | 0             | 0             | 0             | 0           | 0           | 0           | 0       | 0       | 8       | 3         | 0         | 8         | 3     | 0     | 0.38   |                 |
| Sub-19 · Finlandia   |       |               |               |               |             |             |             |         |         |         |           |           |           |       |       |        |                 |
| 2016                 | —     | —             | —             | 2             | 0           | 0           | —           | —       | —       | —       | —         | —         | 2         | 0     | 0     | 0.00   |                 |
| 2017                 | —     | —             | —             | 3             | 0           | 0           | —           | —       | —       | —       | —         | —         | 3         | 0     | 0     | 0.00   |                 |
| Total                | 0     | 0             | 0             | 5             | 0           | 0           | 0           | 0       | 0       | 0       | 0         | 0         | 5         | 0     | 0     | 0.00   |                 |
| Sub-21 · Finlandia   |       |               |               |               |             |             |             |         |         |         |           |           |           |       |       |        |                 |
| 2017                 | —     | —             | —             | 4             | 2           | 0           | —           | —       | —       | 3       | 3         | 0         | 7         | 5     | 0     | 0.71   |                 |
| 2018                 | —     | —             | —             | 3             | 2           | 0           | —           | —       | —       | —       | —         | —         | 3         | 2     | 0     | 0.67   |                 |
| 2019                 | —     | —             | —             | 5             | 2           | 0           | —           | —       | —       | 1       | 3         | 0         | 6         | 5     | 0     | 0.83   |                 |
| 2020                 | —     | —             | —             | 5             | 1           | 0           | —           | —       | —       | —       | —         | —         | 5         | 1     | 0     | 0.20   |                 |
| Total                | 0     | 0             | 0             | 17            | 7           | 0           | 0           | 0       | 0       | 4       | 6         | 0         | 21        | 13    | 0     | 0.62   |                 |
| Absoluta · Finlandia |       |               |               |               |             |             |             |         |         |         |           |           |           |       |       |        |                 |
| 2018                 | —     | —             | —             | —             | —           | —           | —           | —       | —       | 1       | 0         | 0         | 1         | 0     | 0     | 0.00   |                 |
| 2019                 | —     | —             | —             | 1             | 1           | 0           | —           | —       | —       | —       | —         | —         | 1         | 1     | 0     | 1.00   |                 |
| 2022                 | —     | —             | —             | 5             | 2           | 1           | —           | —       | —       | 3       | 1         | 0         | 8         | 3     | 1     | 0.38   |                 |
| 2023                 | —     | —             | —             | 2             | 2           | 0           | —           | —       | —       | —       | —         | —         | 2         | 2     | 0     | 1.00   |                 |
| Total                | 0     | 0             | 0             | 8             | 5           | 1           | 0           | 0       | 0       | 4       | 1         | 0         | 12        | 6     | 1     | 0.45   |                 |
| Total                | Total | 0             | 0             | 0             | 30          | 12          | 1           | 0       | 0       | 0       | 23        | 12        | 0         | 53    | 24    | 1      | 0.45            |
| 1. 2.                |       |               |               |               |             |             |             |         |         |         |           |           |           |       |       |        |                 |

#### Partidos internacionales
| Detalle de partidos internacionales | Detalle de partidos internacionales | Detalle de partidos internacionales                   | Detalle de partidos internacionales | Detalle de partidos internacionales | Detalle de partidos internacionales | Detalle de partidos internacionales | Detalle de partidos internacionales |
| N°                                  | Fecha                               | Estadio                                               | Rival                               | Resultado                           | Goles                               | Asist.                              | Competición                         |
| Selección absoluta                  | Selección absoluta                  | Selección absoluta                                    | Selección absoluta                  | Selección absoluta                  | Selección absoluta                  | Selección absoluta                  | Selección absoluta                  |
| ----------------------------------- | ----------------------------------- | ----------------------------------------------------- | ----------------------------------- | ----------------------------------- | ----------------------------------- | ----------------------------------- | ----------------------------------- |
| 1.                                  | 11 de enero de 2018                 | Estadio Jeque Zayed, Abu Dabi, Emiratos Árabes Unidos | Jordania                            | 1:2                                 |                                     |                                     | Amistoso                            |
| 2.                                  | 11 de junio de 2019                 | Rheinpark Stadion, Vaduz, Liechtenstein               | Liechtenstein                       | 0:2                                 | 57'                                 |                                     | Clasificación Eurocopa              |
| 3.                                  | 26 de marzo de 2022                 | Estadio Enrique Roca, Murcia, España                  | Islandia                            | 1:1                                 |                                     |                                     | Amistoso                            |
| 4.                                  | 29 de marzo de 2022                 | Estadio Enrique Roca, Murcia, España                  | Eslovaquia                          | 0:2                                 |                                     |                                     | Amistoso                            |
| 5.                                  | 4 de junio de 2022                  | Estadio Olímpico de Helsinki, Helsinki, Finlandia     | Bosnia y Herzegovina                | 1:1                                 |                                     |                                     | Liga de Naciones UEFA               |
| 6.                                  | 11 de junio de 2022                 | Estadio Rapid-Giulești, Bucarest, Rumanía             | Rumania                             | 1:0                                 |                                     |                                     | Liga de Naciones UEFA               |
| 7.                                  | 14 de junio de 2022                 | Bilino Polje, Zenica, Bosnia y Herzegovina            | Bosnia y Herzegovina                | 3:2                                 | 18'                                 | 10'                                 | Liga de Naciones UEFA               |
| 8.                                  | 23 de septiembre de 2022            | Estadio Olímpico de Helsinki, Helsinki, Finlandia     | Rumania                             | 1:1                                 |                                     |                                     | Liga de Naciones UEFA               |
| 9.                                  | 26 de septiembre de 2022            | Estadio Pod Goricom, Podgorica, Montenegro            | Montenegro                          | 0:2                                 | 53'                                 |                                     | Liga de Naciones UEFA               |
| 10.                                 | 20 de noviembre de 2022             | Ullevaal Stadion, Oslo, Noruega                       | Noruega                             | 1:1                                 | 32'                                 |                                     | Amistoso                            |
| 11.                                 | 26 de marzo de 2023                 | Windsor Park, Belfast, Irlanda del Norte              | Irlanda del Norte                   | 0:1                                 | 28'                                 |                                     | Clasificación Eurocopa              |
| 12.                                 | 19 de junio de 2023                 | Estadio Olímpico de Helsinki, Helsinki, Finlandia     | San Marino                          | 6:0                                 | 39'                                 |                                     | Clasificación Eurocopa              |

## Palmarés

### Títulos nacionales
| Título            | Club           | País      | Año  |
| ----------------- | -------------- | --------- | ---- |
| Copa de Finlandia | FC Inter Turku | Finlandia | 2018 |
| Copa de Noruega   | Viking FK      | Noruega   | 2019 |